# Henrik August Grosch
 Ikke at forveksle med Heinrich August Grosch.
Henrik August Grosch (21. juli 1848 i Kristiania – 11. februar 1929 sammesteds) var en norsk museumsdirektør.
Grosch blev student 1865, cand. jur. 1871, hvorefter han fra
1873 var ansat i Justitsdepartementet, siden 1878 som Fuldmægtig. Fra dette Embede har
han imidlertid haft Tjenestefrihed siden 1886, idet hans Tid ikke mindre end hans specielle
Interesser mere og mere optoges af hans Virksomhed ved »Kria Kunstindustrimuseum«, af
hvis Oprettelse 1876 han har store Fortjenester, og hvis Konservator (senere Direktør) han
har været fra dets Oprettelse, og indtil han tog sin Afsked 1919. I de mere end 40 Aar, han har
ledet Mus., har han med sjælden Energi drevet det op til at blive et af de største og betydeligste i
de skandinaviske Lande. Under sit Arbejde ved museet har han stadig søgt at komme i Kontakt
med Samtidens Kunsthaandværk og har specielt øvet en betydelig Indflydelse paa
Genoplivelsen af den gl. norske Husflid, ligesom han har lagt megen Vægt paa Mus.’s Udstillingsvirksomhed. 
G. har udg. flg. større Værker: »Gl. norske Tæpper« (Plancheværk 1889), »Gl. norske Billedtæpper« (Plancheværk 1901),
»Herrebøe-Fajancer« (1901) og »Gl. norsk Vævkunst« (Plancheværk, paabeg. 1913). Dertil
kommer mange mindre Afh., Kataloger, Overs. og Avisartikler. Han har ogsaa ved sit Mus. og
andetsteds holdt en Rk. Foredrag om kunstindustrielle Spørgsmaal. — G. har været Medlem
af en Mængde Bestyrelser og Juryer; saaledes har han været Formand i »Norsk Forening for
grafisk Kunst« siden 1908, i »Norges Husflidsraad« 1910—15, i Juryen for
Jubilæumsudstillingens Husflidsafdeling 1914 m. m. I 1919 stiftede han
»Foreningen til Kunstindustrimuseets Venner« med 43 livsvarige Medlemmer med et samlet Beløb af
250000 Kr. og 56 aarlig betalende med et samlet Kontingent af 18800 Kr. Han har ogsaa
skænket Museet et Fond paa 50000 Kr. til det norske Kunsthaandværks Fremme. G. udgav i
Oslo 1928 et Værk om Farbroderen Arkitekt G. Bogen er skrevet af A. Bugge, »Arkitekten,
Statskonduktør Chr. H. Grosch. Hans slekt, hans liv, hans verk«.